# 第21回衆議院議員総選挙
第21回衆議院議員総選挙（だい21かいしゅうぎいんぎいんそうせんきょ）は、1942年（昭和17年）4月30日に日本で行われた帝国議会（衆議院）議員の総選挙である。

## 概要
第二次世界大戦（太平洋戦争（大東亜戦争））下で行われた唯一の国政選挙であり、一般に翼賛選挙（よくさんせんきょ）の名称で呼ばれる。
1940年、既に結社を禁止されていた勤労国民党や右翼政党の東方会、立憲養正会などを除く全ての政党が自発的に解散し、大政翼賛会に合流していた。その後、大政翼賛会に率先して合流した政治家たちによって翼賛議員同盟が結成され、太平洋戦争（大東亜戦争）下での軍部の方針を追認する翼賛体制を支える機能を果たした。
1937年の前回総選挙で選出された衆議院議員の任期は1941年の衆議院議員ノ任期延長ニ関スル法律によって1年延長の臨時措置が第2次近衛内閣（近衛文麿首相）によって行われた。対米英戦時下であり、「万が一にも反政府的勢力の伸張をみれば敵国に『民心離反』と喧伝される虞もある」等の理由から任期の再延長を求める声もあったが、これを契機に旧来の政党色を排除して軍部に協力的な政治家だけで議会を占め、翼賛体制を強化する好機との意見がその懸念を凌駕した。
そこで内務省のいわゆる「革新官僚」から、既に一部の地方の首長や議員に対して行われていた政府や軍の主導（表向きは「大政翼賛会」）による「推薦候補」制度を導入して官民一体の支援を行い、国策に忠実な議員のみによって形成される新しい議会制度を確立するという、自由選挙に代わる新しい選挙原理を導入すべきであるとの提案が行われ、実施されることとなった。
1942年2月23日には元首相の阿部信行を会長に戴いた翼賛政治体制協議会（翼協）が結成され、翼協が中心となって予め候補者議員定数と同一の466人を選考・推薦していった。もっとも既成政党出身者全てを排除することは実際には不可能であり、既成政党出身の前職の推薦に翼賛会内部の革新派が反発する動きもあった。
推薦を受けた候補者は選挙資金（臨時軍事費として計上）の支給を受け、更に軍部や大日本翼賛壮年団（翼壮）を始めとする様々な団体から支援を受け選挙戦でも有利な位置に立ったのに対し、推薦を受けられなかった候補者は（有力な議員や候補者であっても）立候補そのものを断念させられた場合（例、鈴木文治、浅沼稲次郎）や、選挙運動において候補者のみならず支持者や有権者に対して有形無形の干渉を受けたケースが知られており、全体として著しく選挙の公正さに欠けるものだった。
協議会を中心とした軍官民の協力体制に加えて当時はまだ日本軍優勢で戦況が進んでいた事も追い風となったこともあり、全国平均83.1%（1930年の濱口内閣の総選挙の投票率には0.2ポイント及ばず）という高投票率に支えられて、翼協推薦の候補者は461人中381人が当選し、全議席の81.8％を獲得。その一方で、非推薦の候補者も85人が当選し、非推薦候補の得票を合計すると35％近い得票を集めた。推薦候補が全員当選した県は、岩手・群馬・埼玉・石川・長野・滋賀・鳥取・長崎・熊本・大分・宮崎・鹿児島の12県だった。一方、推薦候補が定数の半数未満しか当選できなかった選挙区は青森2区・兵庫5区・香川1区（いずれも定数3人中1人当選）の3選挙区あった。
非推薦候補の中には戦後の政局を動かすキーマンが少なからずいた。また、非推薦で立候補して落選した候補者も、戦後の公職追放令により現職議員が多数追放されたため、追放された政治家に代わって戦後政界でその存在を高めた者も多かった。なお、半数余りは前職議員の再選であり、旧来の政党政治を排除するという目的は完全には達成されなかった。
また2024年現在、北方領土（択捉島・国後島・色丹島・歯舞群島）において最後に実施された衆議院議員総選挙となっている。
また4年後の1946年に実施された第22回衆議院議員総選挙が（連合国軍占領下にあってGHQの指令によるものではあったが）日本において女性参政権が容認されて初の国政選挙（男女普通選挙、選挙権：20歳以上・被選挙権：25歳以上）となったため、選挙権・被選挙権が男性のみで実施された最後の国政選挙（衆議院議員総選挙）となる。
なお日本国外において、与党または親与党（親政府）の候補しか出馬を許されない、あるいは反政府候補が選挙妨害を受ける選挙について「翼賛」選挙と揶揄されることがある。

## 選挙データ

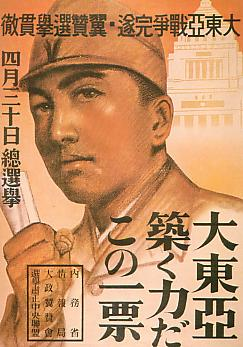
当時の選挙ポスター

### 内閣
- 東條内閣（第40代）
  - 内閣総理大臣：東條英機

### 解散日
- （任期満了）

本来ならば1941年4月29日で満了するところを、日中戦争下における特例措置として当時の衆議院議員に限ってその任期を1年間延長することを法律（衆議院議員ノ任期延長ニ関スル法律）で定めていたが、それが満了したことにより行われた総選挙である。

### 選挙名
- 翼賛選挙（通称）

### 公示日
- 1942年（昭和17年）4月4日

### 投票日
- 1942年（昭和17年）4月30日

### 改選数
- 466（）

### 選挙制度
- 中選挙区制
  - 3人区：53
  - 4人区：38
  - 5人区：31

#### 投票方法
秘密投票、単記投票、1票制

#### 選挙権
満25歳以上の日本国民男性

#### 被選挙権
満30歳以上の日本国民男性

#### 有権者
14,594,287

## 選挙活動

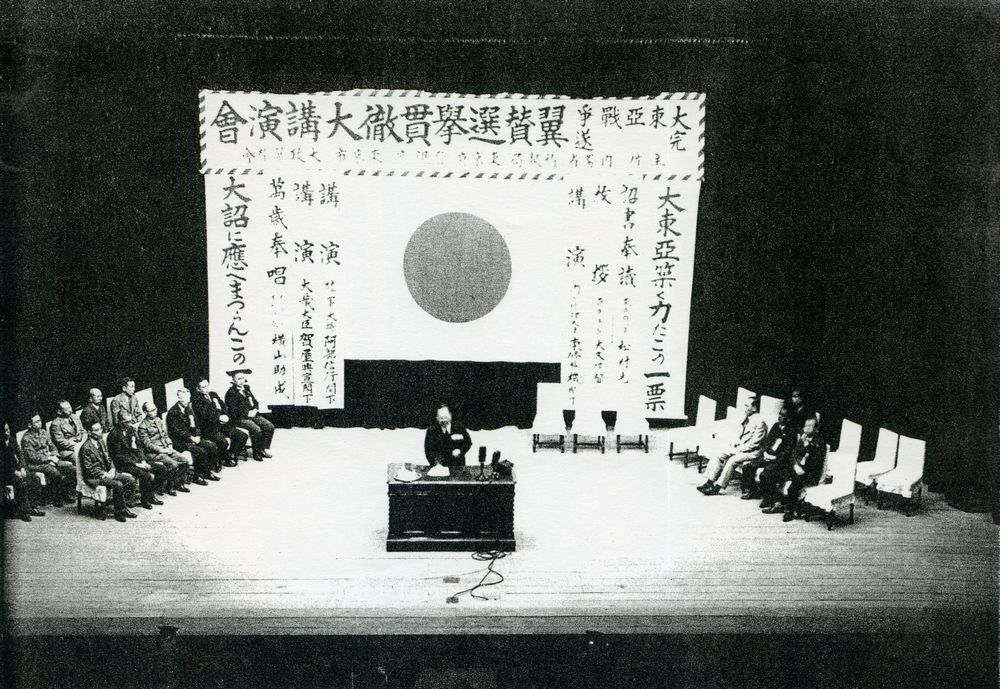
翼賛選挙貫徹大講演会

### 党派別立候補者数
| 党派                        | 党派                     | 計    | 内訳 | 内訳 | 内訳 | 公示前 |
| 党派                        | 党派                     | 計    | 前   | 元   | 新   | 公示前 |
| --------------------------- | ------------------------ | ----- | ---- | ---- | ---- | ------ |
|                             | 翼賛政治体制協議会推薦   | 466   | 235  | 18   | 213  | 235    |
|                             | 翼賛政治体制協議会非推薦 | 613   | 131  | 47   | 435  | 193    |
| 総計                        | 総計                     | 1,079 | 366  | 65   | 648  | 428    |
| 衆議院議員総選挙一覧.第21回 |                          |       |      |      |      |        |

## 選挙結果

### 党派別獲得議席
| 党派                     | 党派                     | 獲得 議席                | 増減                     | 得票数     | 得票率 | 公示前 |
| ------------------------ | ------------------------ | ------------------------ | ------------------------ | ---------- | ------ | ------ |
|                          | 翼賛政治体制協議会推薦   | 381                      |                          |            | %      |        |
|                          | 翼賛政治体制協議会非推薦 | 85                       |                          |            | %      |        |
| 総計                     | 総計                     | 466                      | 増減なし                 |            | 100.0% | 466    |
| 有効票数（有効率）       | 有効票数（有効率）       | 有効票数（有効率）       | 有効票数（有効率）       | 12,017,130 | 99.01% |        |
| 無効票・白票数（無効率） | 無効票・白票数（無効率） | 無効票・白票数（無効率） | 無効票・白票数（無効率） | 119,956    | 0.99%  |        |
| 投票者数（投票率）       | 投票者数（投票率）       | 投票者数（投票率）       | 投票者数（投票率）       | 12,137,086 | 83.15% |        |
| 棄権者数（棄権率）       | 棄権者数（棄権率）       | 棄権者数（棄権率）       | 棄権者数（棄権率）       | 2,457,201  | 16.85% |        |
| 有権者数                 | 有権者数                 | 有権者数                 | 有権者数                 | 14,594,287 | 100.0% |        |
| 出典：総務省統計局       |                          |                          |                          |            |        |        |

### 党派別当選者内訳
| 党派                        | 計  | 内訳 | 内訳 | 内訳 |
| 党派                        | 計  | 前   | 元   | 新   |
| --------------------------- | --- | ---- | ---- | ---- |
| 翼賛政治体制協議会推薦      | 381 | 198  | 14   | 169  |
| 非推薦                      | 85  | 51   | 9    | 25   |
| 合計                        | 466 | 249  | 23   | 194  |
| 衆議院議員総選挙一覧.第21回 |     |      |      |      |

## 政党
翼賛政治体制協議会：381議席
会長：阿部信行
翼賛議員同盟：197議席（推薦候補176議席）
総務委員：大麻唯男、岡田忠彦、清瀬一郎、桜井兵五郎、田辺七六、永井柳太郎、前田米蔵
興亜議員同盟：12議席（推薦候補5議席）
世話人：真鍋勝、西岡竹次郎、江藤源九郎、青木作雄、西尾末広
議員倶楽部：9議席（推薦候補8議席）
議場内交渉係：小山亮
同交会：9議席
代表：鳩山一郎
東方会：6議席
総裁：中野正剛
諸派：3議席
1議席（3団体）
建国会　　：赤尾敏　　（東京6区）
国粋大衆党：笹川良一　（大阪5区）
大日本党　：佐々井一晁（兵庫5区）

## 議員

### 当選者
翼賛政治体制協議会推薦   非推薦 
| 北海道   | 1区  | 山本厚三     | 沢田利吉     | 安孫子孝次   | 正木清     |              | 2区 | 松浦周太郎   | 吉田貞次郎   | 坂東幸太郎   | 前田善治   |            |
| 北海道   | 3区  | 真藤慎太郎   | 大島寅吉     | 渡辺泰邦     |            |              | 4区 | 手代木隆吉   | 北勝太郎     | 南条徳男     | 深沢吉平   | 星野靖之助 |
| 北海道   | 5区  | 黒澤酉蔵     | 南雲正朔     | 東条貞       | 奥野小四郎 |              |     |              |              |              |            |            |
| 青森県   | 1区  | 三浦一雄     | 小笠原八十美 | 森田重次郎   |            |              | 2区 | 竹内俊吉     | 長内健栄     | 楠美省吾     |            |            |
| 岩手県   | 1区  | 田子一民     | 八角三郎     | 高橋寿太郎   |            |              | 2区 | 泉国三郎     | 金子定一     | 小野寺有一   | 鶴見祐輔   |            |
| 宮城県   | 1区  | 内ヶ崎作三郎 | 守屋栄夫     | 庄司一郎     | 阿子島俊治 | 菊地養之輔   | 2区 | 高木義人     | 村松久義     | 小山倉之助   |            |            |
| 秋田県   | 1区  | 町田忠治     | 信太儀右衛門 | 二田是儀     | 中川重春   |              | 2区 | 川俣清音     | 小山田義孝   | 齋藤憲三     |            |            |
| 山形県   | 1区  | 高橋熊次郎   | 木村武雄     | 近藤英次郎   | 西方利馬   |              | 2区 | 松岡俊三     | 伊藤五郎     | 池田正之輔   | 小林鉄太郎 |            |
| 福島県   | 1区  | 内池久五郎   | 小松茂藤治   | 加藤宗平     |            |              | 2区 | 牧原源一郎   | 助川啓四郎   | 仲西三良     | 神尾茂     | 唐橋重政   |
| 福島県   | 3区  | 植松練磨     | 星一         | 山田六郎     |            |              |     |              |              |              |            |            |
| 茨城県   | 1区  | 内田信也     | 豊田豊吉     | 渡邉健       | 小沢治     |              | 2区 | 中井川浩     | 福田重清     | 川崎巳之太郎 |            |            |
| 茨城県   | 3区  | 赤城宗徳     | 山本粂吉     | 佐藤洋之助   | 小篠雄二郎 |              |     |              |              |              |            |            |
| 栃木県   | 1区  | 船田中       | 高田耘平     | 矢部藤七     | 佐久間渡   | 菅又薫       | 2区 | 森田正義     | 森下國雄     | 松村光三     | 日下田武   |            |
| 群馬県   | 1区  | 中島知久平   | 木村寅太郎   | 青木精一     | 五十嵐吉蔵 | 清水留三郎   | 2区 | 最上政三     | 蠟山政道     | 木暮武太夫   | 篠原義政   |            |
| 埼玉県   | 1区  | 松永東       | 宮崎一       | 遠山暉男     | 飯塚茂     |              | 2区 | 横川重次     | 坂本宗太郎   | 高橋守平     | 石坂養平   |            |
| 埼玉県   | 3区  | 新井尭爾     | 出井兵吉     | 松岡秀夫     |            |              |     |              |              |              |            |            |
| 千葉県   | 1区  | 多田満長     | 成島勇       | 篠原陸朗     | 川島正次郎 |              | 2区 | 吉植庄亮     | 伊藤清       | 今井健彦     |            |            |
| 千葉県   | 3区  | 岩瀬亮       | 中村庸一郎   | 白鳥敏夫     | 小高長三郎 |              |     |              |              |              |            |            |
| 神奈川県 | 1区  | 中助松       | 田辺徳五郎   | 佐久間道夫   |            |              | 2区 | 小泉又次郎   | 野口喜一     | 野田武夫     | 岡本伝之助 |            |
| 神奈川県 | 3区  | 平川松太郎   | 河野一郎     | 安藤覚       | 山口左右平 |              |     |              |              |              |            |            |
| 山梨県   | 全県 | 高野孫左衛門 | 今井新造     | 平野力三     | 田邊七六   | 堀内一雄     |     |              |              |              |            |            |
| 東京府   | 1区  | 牛塚虎太郎   | 河野密       | 福家俊一     | 大神田軍治 | 橋本祐幸     | 2区 | 鳩山一郎     | 中島弥団次   | 長野高一     | 駒井重次   | 川口寿     |
| 東京府   | 3区  | 頼母木真六   | 安藤正純     | 渡辺善十郎   | 今牧嘉雄   |              | 4区 | 真鍋儀十     | 滝沢七郎     | 本多市郎     | 山田竹治   |            |
| 東京府   | 5区  | 四王天延孝   | 大橋清太郎   | 本領信治郎   | 牧野賤男   | 花村四郎     | 6区 | 中村梅吉     | 前田米蔵     | 赤尾敏       | 山田清     | 田中源     |
| 東京府   | 7区  | 津雲国利     | 八並武治     | 坂本一角     |            |              |     |              |              |              |            |            |
| 新潟県   | 1区  | 長沼権一     | 北昤吉       | 吉川大介     |            |              | 2区 | 高岡大輔     | 佐藤芳男     | 小柳牧衛     | 稲葉圭亮   |            |
| 新潟県   | 3区  | 三宅正一     | 川上法励     | 加藤知正     | 田下政治   | 今成留之助   | 4区 | 中村又七郎   | 石田善佐     | 増田義一     |            |            |
| 富山県   | 1区  | 井村荒喜     | 高見之通     | 中川寛治     |            |              | 2区 | 松村謙三     | 大石斉治     | 卯尾田毅太郎 |            |            |
| 石川県   | 1区  | 永井柳太郎   | 村沢義二郎   | 箸本太吉     |            |              | 2区 | 桜井兵五郎   | 喜多壯一郎   | 青山憲三     |            |            |
| 福井県   | 全県 | 薩摩雄次     | 中西敏憲     | 猪野毛利栄   | 酒井利雄   | 添田敬一郎   |     |              |              |              |            |            |
| 長野県   | 1区  | 松本忠雄     | 藤井伊右衛門 | 小坂武雄     |            |              | 2区 | 小山亮       | 小山邦太郎   | 羽田武嗣郎   |            |            |
| 長野県   | 3区  | 木下信       | 小平権一     | 吉川亮夫     | 中原謹司   |              | 4区 | 吉田正       | 小野祐之     | 小野秀一     |            |            |
| 岐阜県   | 1区  | 清寛         | 船渡佐輔     | 石榑敬一     |            |              | 2区 | 伊藤東一郎   | 安田桑次     | 三田村武夫   |            |            |
| 岐阜県   | 3区  | 牧野良三     | 古屋慶隆     | 間宮成吉     |            |              |     |              |              |              |            |            |
| 静岡県   | 1区  | 八木元八     | 山口忠五郎   | 深沢豊太郎   | 山田順策   | 加藤弘造     | 2区 | 鈴木忠吉     | 金子彦太郎   | 大村直       | 勝又春一   |            |
| 静岡県   | 3区  | 太田正孝     | 森口淳三     | 坂下仙一郎   | 加藤七郎   |              |     |              |              |              |            |            |
| 愛知県   | 1区  | 加藤鐐五郎   | 下出義雄     | 小山松寿     | 林正男     | 山崎常吉     | 2区 | 中埜半左衛門 | 樋口善右衛門 | 安藤孝三     |            |            |
| 愛知県   | 3区  | 野田正昇     | 加藤鯛一     | 富田愛次郎   |            |              | 4区 | 本多鋼治     | 小笠原三九郎 | 大野一造     |            |            |
| 愛知県   | 5区  | 田嶋栄次郎   | 鈴木正吾     | 大口喜六     |            |              |     |              |              |              |            |            |
| 三重県   | 1区  | 井野碩哉     | 川崎克       | 九鬼紋七     | 馬岡次郎   | 松田正一     | 2区 | 浜地文平     | 田村秢       | 尾崎行雄     | 長井源     |            |
| 滋賀県   | 全県 | 堤康次郎     | 松原五百蔵   | 別所喜一郎   | 信正義雄   | 広野規矩太郎 |     |              |              |              |            |            |
| 京都府   | 1区  | 田中伊三次   | 今尾登       | 中村三之丞   | 田中和一郎 | 水谷長三郎   | 2区 | 池本甚四郎   | 田中好       | 川崎末五郎   |            |            |
| 京都府   | 3区  | 岡田啓治郎   | 村上国吉     | 芦田均       |            |              |     |              |              |              |            |            |
| 大阪府   | 1区  | 田万清臣     | 川上胤三     | 一松定吉     |            |              | 2区 | 山本芳治     | 田中藤作     | 紫安新九郎   |            |            |
| 大阪府   | 3区  | 池崎忠孝     | 高梨乙松     | 上田孝吉     | 山野平一   |              | 4区 | 菅野和太郎   | 大川光三     | 吉川吉郎兵衛 | 西尾末広   |            |
| 大阪府   | 5区  | 勝田永吉     | 笹川良一     | 杉山元治郎   | 大倉三郎   |              | 6区 | 河盛安之介   | 松田竹千代   | 井阪豊光     |            |            |
| 兵庫県   | 1区  | 中井一夫     | 河上丈太郎   | 今井嘉幸     | 金光邦三   | 浜野徹太郎   | 2区 | 前田房之助   | 阪本勝       | 白川久雄     | 南鉄太郎   |            |
| 兵庫県   | 3区  | 小林絹治     | 黒田巌       | 吉田賢一     |            |              | 4区 | 清瀬一郎     | 古河和一郎   | 田中武雄     | 原惣兵衛   |            |
| 兵庫県   | 5区  | 斎藤隆夫     | 佐々井一晁   | 木崎為之     |            |              |     |              |              |              |            |            |
| 奈良県   | 全県 | 越智太兵衛   | 北村又左衛門 | 江藤源九郎   | 植村武一   | 福井甚三     |     |              |              |              |            |            |
| 和歌山県 | 1区  | 中谷武世     | 松山常次郎   | 山口喜久一郎 |            |              | 2区 | 角猪之助     | 小山谷蔵     | 森川仙太     |            |            |
| 鳥取県   | 全県 | 三好英之     | 坂口平兵衛   | 豊田収       | 由谷義治   |              |     |              |              |              |            |            |
| 島根県   | 1区  | 田部朋之     | 櫻内幸雄     | 原夫次郎     |            |              | 2区 | 恒松於菟二   | 島田俊雄     | 田中勝之助   |            |            |
| 岡山県   | 1区  | 岡田忠彦     | 久山知之     | 森谷新一     | 片山一男   | 逢沢寛       | 2区 | 小川郷太郎   | 星島二郎     | 犬養健       | 小谷節夫   | 土屋源市   |
| 広島県   | 1区  | 古田喜三太   | 奥久登       | 岸田正記     | 加藤俊夫   |              | 2区 | 田中貢       | 永野護       | 木原七郎     | 肥田琢司   |            |
| 広島県   | 3区  | 永山忠則     | 土屋寛       | 作田高太郎   | 森田福市   | 宮澤裕       |     |              |              |              |            |            |
| 山口県   | 1区  | 西川貞一     | 林佳介       | 紀藤常亮     | 安倍寛     |              | 2区 | 岸信介       | 西村茂生     | 窪井義道     | 八木宗十郎 | 伊藤三樹三 |
| 徳島県   | 1区  | 谷原公       | 紅露昭       | 田村秀吉     |            |              | 2区 | 秋田清       | 三木與吉郎   | 三木武夫     |            |            |
| 香川県   | 1区  | 藤本捨助     | 三木武吉     | 前川正一     |            |              | 2区 | 矢野庄太郎   | 松浦伊平     | 岸井寿郎     |            |            |
| 愛媛県   | 1区  | 武知勇記     | 岡本馬太郎   | 米田吉盛     |            |              | 2区 | 山中義貞     | 河上哲太     | 村瀬武男     |            |            |
| 愛媛県   | 3区  | 野本吉兵衛   | 毛山森太郎   | 高畠亀太郎   |            |              |     |              |              |              |            |            |
| 高知県   | 1区  | 松永寿雄     | 大石大       | 宇田耕一     |            |              | 2区 | 依光好秋     | 中越義幸     | 小野義一     |            |            |
| 福岡県   | 1区  | 中野正剛     | 松本治一郎   | 森部隆輔     | 江口繁     |              | 2区 | 満井佐吉     | 松尾三蔵     | 赤松寅七     | 吉田敬太郎 | 図師兼弐   |
| 福岡県   | 3区  | 楢橋渡       | 沖蔵         | 山崎達之輔   | 鶴惣市     | 松延弥三郎   | 4区 | 橋本欣五郎   | 勝正憲       | 有馬英治     | 林信雄     |            |
| 佐賀県   | 1区  | 真崎勝次     | 池田秀雄     | 田中亮一     |            |              | 2区 | 藤生安太郎   | 愛野時一郎   | 松岡平市     |            |            |
| 長崎県   | 1区  | 伊吹元五郎   | 馬場元治     | 木下義介     | 中瀬拙夫   | 則元卯太郎   | 2区 | 小浦総平     | 鈴木重次     | 川副隆       | 森肇       |            |
| 熊本県   | 1区  | 荒川真郷     | 大麻唯男     | 松野鶴平     | 木村正義   | 石坂繁       | 2区 | 中井亮作     | 深水吉毅     | 三善信房     | 蔵原敏捷   | 伊豆富人   |
| 大分県   | 1区  | 柏原幸一     | 金光庸夫     | 大島高精     | 一宮房治郎 |              | 2区 | 山口馬城次   | 綾部健太郎   | 木下郁       |            |            |
| 宮崎県   | 全県 | 斉藤正身     | 三浦虎雄     | 曽木重貴     | 野村嘉久馬 | 小田彦太郎   |     |              |              |              |            |            |
| 鹿児島県 | 1区  | 高城憲夫     | 松方幸次郎   | 南郷武夫     | 小泉純也   | 津崎尚武     | 2区 | 浜田尚友     | 原口純允     | 東郷実       | 寺田市正   |            |
| 鹿児島県 | 3区  | 宗前清       | 永田良吉     | 金井正夫     |            |              |     |              |              |              |            |            |
| 沖縄県   | 全県 | 漢那憲和     | 仲井間宗一   | 伊礼肇       | 桃原茂太   | 湧上聾人     |     |              |              |              |            |            |

#### 補欠当選等
| 年                                                                                    | 月日  | 選挙区     | 選出       | 新旧別 | 当選者       | 所属党派 | 欠員         | 所属党派 | 欠員事由           |
| ------------------------------------------------------------------------------------- | ----- | ---------- | ---------- | ------ | ------------ | -------- | ------------ | -------- | ------------------ |
| 1942                                                                                  | 9.5   | 富山1区    | 繰上補充   | 新     | 赤間徳寿     | 推薦     | 井村荒喜     | 推薦     | 1942.8.24辞職      |
| 1943                                                                                  | 1.11  | 東京6区    | 繰上補充   | 新     | 浜野清吾     | 推薦     | 山田清       | 推薦     | 1942.12.28死去     |
| 1943                                                                                  | 1.28  | 東京1区    | 繰上補充   | 元     | 原玉重       | 推薦     | 大神田軍治   | 非推薦   | 1943.1.24死去      |
| 1943                                                                                  | 12.19 | 茨城1区    | 補欠選挙   | 新     | 柳川宗左衛門 | 無所属   | 内田信也     | 推薦     | 1943.7.1辞職       |
| 1943                                                                                  | 12.19 | 茨城1区    | 補欠選挙   | 元     | 中崎俊秀     | 無所属   | 豊田豊吉     | 推薦     | 1943.11.11死去     |
| 1943                                                                                  | 12.28 | 佐賀2区    | 復職       | 元     | 愛野時一郎   | 推薦     | 愛野時一郎   | 推薦     | 1943.10.22応召     |
| 1943                                                                                  | -     | 神奈川3区  | （未実施） |        |              |          | 平川松太郎   | 推薦     | 1943.5.19死去      |
| 1943                                                                                  | -     | 広島1区    | （未実施） |        |              |          | 加藤俊夫     | 無所属   | 1943.6.7死去       |
| 1943                                                                                  | -     | 大阪3区    | （未実施） |        |              |          | 高梨乙松     | 非推薦   | 1943.7.6死去       |
| 1943                                                                                  | -     | 群馬2区    | （未実施） |        |              |          | 篠原義政     | 推薦     | 1943.7.16死去      |
| 1943                                                                                  | -     | 愛知3区    | （未実施） |        |              |          | 加藤鯛一     | 推薦     | 1943.10.5戦災死    |
| 1943                                                                                  | -     | 福島2区    | （未実施） |        |              |          | 助川啓四郎   | 推薦     | 1943.10.5戦災死    |
| 1943                                                                                  | -     | 山口2区    | （未実施） |        |              |          | 岸信介       | 推薦     | 1943.10.8退職      |
| 1943                                                                                  | -     | 福岡1区    | （未実施） |        |              |          | 中野正剛     | 非推薦   | 1943.10.27死去     |
| 1943                                                                                  | -     | 埼玉3区    | （未実施） |        |              |          | 松岡秀夫     | 推薦     | 1943.12.4応召      |
| 1943                                                                                  | -     | 岐阜3区    | （未実施） |        |              |          | 間宮成吉     | 推薦     | 1943.12.22応召     |
| 1943                                                                                  | -     | 東京5区    | （未実施） |        |              |          | 牧野賤男     | 推薦     | 1943.12.30死去     |
| 1944                                                                                  | 5.16  | 沖縄全県区 | 再選挙     | 元     | 崎山嗣朝     | 非推薦   | 湧上聾人     | 非推薦   | 1944.4.4当選無効   |
| 1944                                                                                  | 12.22 | 鹿児島2区  | 復職       | 元     | 浜田尚友     | 推薦     | 浜田尚友     | 推薦     | 1943.10.25応召     |
| 1944                                                                                  | 12.22 | 佐賀2区    | 再選挙     | 新     | 保利茂       | 無所属   | 松岡平市     | 非推薦   | 1944.11.29当選無効 |
| 1944                                                                                  | -     | 東京1区    | （未実施） |        |              |          | 橋本祐幸     | 推薦     | 1944.1.27死去      |
| 1944                                                                                  | -     | 北海道1区  | （未実施） |        |              |          | 沢田利吉     | 推薦     | 1944.2.14死去      |
| 1944                                                                                  | -     | 長野4区    | （未実施） |        |              |          | 小野祐之     | 推薦     | 1944.4.1応召       |
| 1944                                                                                  | -     | 島根2区    | （未実施） |        |              |          | 田中勝之助   | 非推薦   | 1944.7.15応召      |
| 1944                                                                                  | -     | 新潟3区    | （未実施） |        |              |          | 川上法励     | 推薦     | 1944.7.28死去      |
| 1944                                                                                  | -     | 静岡3区    | （未実施） |        |              |          | 加藤七郎     | 推薦     | 1944.8.23死去      |
| 1944                                                                                  | -     | 兵庫2区    | （未実施） |        |              |          | 南鉄太郎     | 非推薦   | 1944.9.8死去       |
| 1944                                                                                  | -     | 千葉3区    | （未実施） |        |              |          | 岩瀬亮       | 推薦     | 1944.11.1死去      |
| 1944                                                                                  | -     | 徳島2区    | （未実施） |        |              |          | 秋田清       | 推薦     | 1944.12.3死去      |
| 1944                                                                                  | -     | 石川1区    | （未実施） |        |              |          | 永井柳太郎   | 推薦     | 1944.12.4死去      |
| 1944                                                                                  | -     | 大阪1区    | （未実施） |        |              |          | 川上胤三     | 推薦     | 1944.12.26死去     |
| 1945                                                                                  | 3.20  | 鹿児島2区  | 再選挙     | 元     | 東郷実       | 推薦     | 浜田尚友     | 推薦     | 1945.3.1選挙無効   |
| 1945                                                                                  | 3.20  | 鹿児島2区  | 再選挙     | 元     | 寺田市正     | 推薦     | 原口純允     | 推薦     | 1945.3.1選挙無効   |
| 1945                                                                                  | 3.20  | 鹿児島2区  | 再選挙     | 元     | 浜田尚友     | 推薦     | 東郷実       | 推薦     | 1945.3.1選挙無効   |
| 1945                                                                                  | 3.20  | 鹿児島2区  | 再選挙     | 元     | 原口純允     | 推薦     | 寺田市正     | 推薦     | 1945.3.1選挙無効   |
| 1945                                                                                  | 5.18  | 山口1区    | 復職       | 元     | 林佳介       | 推薦     | 林佳介       | 推薦     | 1944.8.3応召       |
| 1945                                                                                  | 8.25  | 栃木2区    | 復職       | 元     | 日下田武     | 推薦     | 日下田武     | 推薦     | 1945.4.6応召       |
| 1945                                                                                  | 8.30  | 山梨全県区 | 復職       | 元     | 堀内一雄     | 推薦     | 堀内一雄     | 推薦     | 1945.7.26応召      |
| 1945                                                                                  | 9.1   | 東京1区    | 復職       | 元     | 福家俊一     | 推薦     | 福家俊一     | 推薦     | 1943.11.25応召     |
| 1945                                                                                  | 9.3   | 福岡4区    | 復職       | 元     | 有馬英治     | 推薦     | 有馬英治     | 推薦     | 1943.10.25応召     |
| 1945                                                                                  | 9.4   | 秋田2区    | 復職       | 元     | 小山田義孝   | 推薦     | 小山田義孝   | 推薦     | 1943.10.22応召     |
| 1945                                                                                  | 12.1  | 宮城2区    | 復職       | 元     | 高木義人     | 推薦     | 高木義人     | 推薦     | 1945.3.29応召      |
| 1945                                                                                  | -     | 埼玉1区    | （未実施） |        |              |          | 飯塚茂       | 推薦     | 1945.1.12死去      |
| 1945                                                                                  | -     | 奈良全県区 | （未実施） |        |              |          | 福井甚三     | 推薦     | 1945.1.18死去      |
| 1945                                                                                  | -     | 岐阜3区    | （未実施） |        |              |          | 古屋慶隆     | 推薦     | 1945.3.10戦災死    |
| 1945                                                                                  | -     | 福岡2区    | （未実施） |        |              |          | 吉田敬太郎   | 推薦     | 1945.3失職         |
| 1945                                                                                  | -     | 岡山2区    | （未実施） |        |              |          | 小川郷太郎   | 推薦     | 1945.4.1戦災死     |
| 1945                                                                                  | -     | 岩手1区    | （未実施） |        |              |          | 高橋寿太郎   | 推薦     | 1945.4.8死去       |
| 1945                                                                                  | -     | 熊本1区    | （未実施） |        |              |          | 木村正義     | 推薦     | 1945.4.21失職      |
| 1945                                                                                  | -     | 群馬1区    | （未実施） |        |              |          | 青木精一     | 推薦     | 1945.4.14戦災死    |
| 1945                                                                                  | -     | 島根1区    | （未実施） |        |              |          | 櫻内幸雄     | 推薦     | 1945.5.19辞職      |
| 1945                                                                                  | -     | 富山2区    | （未実施） |        |              |          | 卯尾田毅太郎 | 推薦     | 1945.6.16戦災死    |
| 1945                                                                                  | -     | 兵庫4区    | （未実施） |        |              |          | 古河和一郎   | 非推薦   | 1945.7.9戦災死     |
| 1945                                                                                  | -     | 茨城1区    | （未実施） |        |              |          | 中崎俊秀     | 無所属   | 1945.7.21死去      |
| 1945                                                                                  | -     | 広島3区    | （未実施） |        |              |          | 森田福市     | 推薦     | 1945.8.6戦災死     |
| 1945                                                                                  | -     | 広島1区    | （未実施） |        |              |          | 古田喜三太   | 推薦     | 1945.8.6戦災死     |
| 1945                                                                                  | -     | 熊本2区    | （未実施） |        |              |          | 蔵原敏捷     | 推薦     | 1945.8.7戦災死     |
| 1945                                                                                  | -     | 秋田2区    | （未実施） |        |              |          | 齋藤憲三     | 推薦     | 1945.12.1辞職      |
| 1945                                                                                  | -     | 山形1区    | （未実施） |        |              |          | 近藤英次郎   | 推薦     | 1945.12.1辞職      |
| 1945                                                                                  | -     | 栃木2区    | （未実施） |        |              |          | 森田正義     | 推薦     | 1945.12.1辞職      |
| 1945                                                                                  | -     | 群馬2区    | （未実施） |        |              |          | 蠟山政道     | 推薦     | 1945.12.1辞職      |
| 1945                                                                                  | -     | 山梨全県区 | （未実施） |        |              |          | 高野孫左衛門 | 推薦     | 1945.12.1辞職      |
| 1945                                                                                  | -     | 新潟1区    | （未実施） |        |              |          | 長沼権一     | 推薦     | 1945.12.1辞職      |
| 1945                                                                                  | -     | 石川1区    | （未実施） |        |              |          | 村沢義二郎   | 推薦     | 1945.12.1辞職      |
| 1945                                                                                  | -     | 三重1区    | （未実施） |        |              |          | 井野碩哉     | 推薦     | 1945.12.1辞職      |
| 1945                                                                                  | -     | 島根2区    | （未実施） |        |              |          | 恒松於菟二   | 推薦     | 1945.12.1辞職      |
| 1945                                                                                  | -     | 岡山1区    | （未実施） |        |              |          | 森谷新一     | 推薦     | 1945.12.1辞職      |
| 1945                                                                                  | -     | 千葉3区    | （未実施） |        |              |          | 白鳥敏夫     | 推薦     | 1945.12.5辞職      |
| 1945                                                                                  | -     | 東京5区    | （未実施） |        |              |          | 四王天延孝   | 推薦     | 1945.12.6辞職      |
| 1945                                                                                  | -     | 大阪3区    | （未実施） |        |              |          | 赤木桁平     | 推薦     | 1945.12.6辞職      |
| 1945                                                                                  | -     | 山梨全県区 | （未実施） |        |              |          | 今井新造     | 推薦     | 1945.12.14辞職     |
| 1945                                                                                  | -     | 長野1区    | （未実施） |        |              |          | 藤井伊右衛門 | 推薦     | 1945.12.17辞職     |
| 1945                                                                                  | -     | 長野3区    | （未実施） |        |              |          | 中原謹司     | 推薦     | 1945.12.17辞職     |
| 出典：衆議院・参議院編『議会制度百年史 - 院内会派編衆議院の部』大蔵省印刷局、1990年。 |       |            |            |        |              |          |              |          |                    |

- 選挙無効の訴えが5選挙区（福島2区・長崎1区・鹿児島1区・鹿児島2区・鹿児島3区）で選挙無効が起こされ、鹿児島2区を除く4選挙区で訴えは棄却された。
- 鹿児島2区については、1945年3月1日選挙無効の大審院判決が出たため、再選挙となった。
- 「衆議院議員ノ補欠選挙等ノ一時停止ニ関スル法律」により、1945年3月27日以降は定数の3分の2未満にならない限り補欠選挙や再選挙を行わないとされた。
- 「衆議院議員ニシテ大東亜戦争ニ際シ召集中ナルニ因リ其ノ職ヲ失ヒタルモノノ補闕及復職ニ関スル法律」により、1943年10月31日以降は召集により議員を退職した場合補欠選挙を実施せず、残任期間中に召集解除されたら議員に復職すると規定された。

### 初当選
計199名
翼賛政治体制協議会推薦
169名
- 安孫子孝次（北海道1区）
- 吉田貞次郎（北海道2区）
- 前田善治　（北海道2区）
- 真藤慎太郎（北海道3区）
- 星野靖之助（北海道4区）
- 黒澤酉蔵　（北海道5区）
- 三浦一雄　（青森1区）
- 竹内俊吉　（青森2区）
- 金子定一　（岩手2区）
- 小野寺有一（岩手2区）
- 阿子島俊治（宮城1区）
- 高木義人　（宮城2区）
- 二田是儀　（秋田1区）
- 齋藤憲三　（秋田2区）
- 近藤英次郎（山形1区）
- 小林鉄太郎（山形2区）
- 内池久五郎（福島1区）
- 小松茂藤治（福島1区）
- 牧原源一郎（福島2区）
- 神尾茂　　（福島2区）
- 唐橋重政　（福島2区）
- 植松練磨　（福島3区）
- 小沢治　　（茨城1区）
- 福田重清　（茨城2区）
- 矢部藤七　（栃木1区）
- 佐久間渡　（栃木1区）
- 森田正義　（栃木2区）
- 日下田武　（栃木2区）
- 木村寅太郎（群馬1区）
- 五十嵐吉蔵（群馬1区）
- 蠟山政道　（群馬2区）
- 遠山暉男　（埼玉1区）
- 飯塚茂　　（埼玉1区）
- 新井尭爾　（埼玉3区）

- 松岡秀夫　（埼玉3区）
- 伊藤清　　（千葉2区）
- 中村庸一郎（千葉3区）
- 白鳥敏夫　（千葉3区）
- 中助松　　（神奈川1区）
- 田辺徳五郎（神奈川1区）
- 佐久間道夫（神奈川1区）
- 岡本伝之助（神奈川2区）
- 安藤覚　　（神奈川3区）
- 山口左右平（神奈川3区）
- 高野孫左衛門（山梨全県区）
- 堀内一雄　（山梨全県区）
- 牛塚虎太郎（東京1区）
- 福家俊一　（東京1区）
- 川口寿　　（東京2区）
- 頼母木真六（東京3区）
- 渡辺善十郎（東京3区）
- 今牧嘉雄　（東京3区）
- 四王天延孝（東京5区）
- 長沼権一　（新潟1区）
- 吉川大介　（新潟1区）
- 佐藤芳男　（新潟2区）
- 稲葉圭亮　（新潟2区）
- 川上法励　（新潟3区）
- 田下政治　（新潟3区）
- 石田善佐　（新潟4区）
- 井村荒喜　（富山1区）
- 中川寛治　（富山1区）
- 大石斉治　（富山2区）
- 村沢義二郎（石川1区）
- 中西敏憲　（福井全県区）
- 酒井利雄　（福井全県区）
- 藤井伊右衛門（長野1区）
- 小坂武雄　（長野1区）

- 小平権一　（長野3区）
- 吉川亮夫　（長野3区）
- 吉田正　　（長野4区）
- 小野祐之　（長野4区）
- 小野秀一　（長野4区）
- 船渡佐輔　（岐阜1区）
- 安田桑次　（岐阜2区）
- 間宮成吉　（岐阜3区）
- 八木元八　（静岡1区）
- 加藤弘造　（静岡1区）
- 鈴木忠吉　（静岡2区）
- 金子彦太郎（静岡2区）
- 大村直　　（静岡2区）
- 森口淳三　（静岡3区）
- 加藤七郎　（静岡3区）
- 下出義雄　（愛知1区）
- 林正男　　（愛知1区）
- 中埜半左衛門（愛知2区）
- 野田正昇　（愛知3区）
- 富田愛次郎（愛知3区）
- 本多鋼治　（愛知4区）
- 田嶋栄次郎（愛知5区）
- 井野碩哉　（三重1区）
- 九鬼紋七　（三重1区）
- 田村秢　　（三重2区）
- 松原五百蔵（滋賀全県区）
- 別所喜一郎（滋賀全県区）
- 信正義雄　（滋賀全県区）
- 広野規矩太郎（滋賀全県区）
- 今尾登　　（京都1区）
- 田中和一郎（京都1区）
- 岡田啓治郎（京都3区）
- 川上胤三　（大阪1区）
- 田中藤作　（大阪2区）

- 山野平一　（大阪3区）
- 菅野和太郎（大阪4区）
- 大川光三　（大阪4区）
- 大倉三郎　（大阪5区）
- 河盛安之介（大阪6区）
- 金光邦三　（兵庫1区）
- 阪本勝　　（兵庫2区）
- 白川久雄　（兵庫2区）
- 黒田巌　　（兵庫3区）
- 木崎為之　（兵庫5区）
- 越智太兵衛（奈良全県区）
- 北村又左衛門（奈良全県区）
- 植村武一　（奈良全県区）
- 中谷武世　（和歌山1区）
- 角猪之助　（和歌山2区）
- 森川仙太　（和歌山2区）
- 坂口平兵衛（鳥取全県区）
- 田部朋之　（島根1区）
- 恒松於菟二（島根2区）
- 森谷新一　（岡山1区）
- 土屋源市　（岡山2区）
- 奥久登　　（広島1区）
- 永野護　　（広島2区）
- 林佳介　　（山口1区）
- 紀藤常亮　（山口1区）
- 岸信介　　（山口2区）
- 八木宗十郎（山口2区）
- 伊藤三樹三（山口2区）
- 三木與吉郎（徳島2区）
- 岸井寿郎　（香川2区）
- 岡本馬太郎（愛媛1区）
- 山中義貞　（愛媛2区）
- 野本吉兵衛（愛媛3区）
- 毛山森太郎（愛媛3区）

- 松永寿雄　（高知1区）
- 宇田耕一　（高知1区）
- 中越義幸　（高知2区）
- 森部隆輔　（福岡1区）
- 江口繁　　（福岡1区）
- 赤松寅七　（福岡2区）
- 吉田敬太郎（福岡2区）
- 図師兼弐　（福岡2区）
- 松延弥三郎（福岡3区）
- 橋本欣五郎（福岡4区）
- 有馬英治　（福岡4区）
- 林信雄　　（福岡4区）
- 真崎勝次　（佐賀1区）
- 伊吹元五郎（長崎1区）
- 木下義介　（長崎1区）
- 中瀬拙夫　（長崎1区）
- 小浦総平　（長崎2区）
- 鈴木重次　（長崎2区）
- 荒川真郷　（熊本1区）
- 中井亮作　（熊本2区）
- 深水吉毅　（熊本2区）
- 柏原幸一　（大分1区）
- 大島高精　（大分1区）
- 山口馬城次（大分2区）
- 木下郁　　（大分2区）
- 斉藤正身　（宮崎全県区）
- 野村嘉久馬（宮崎全県区）
- 小田彦太郎（宮崎全県区）
- 高城憲夫　（鹿児島1区）
- 南郷武夫　（鹿児島1区）
- 浜田尚友　（鹿児島2区）
- 原口純允　（鹿児島2区）
- 宗前清　　（鹿児島3区）

非推薦
30名
- 正木清　　（北海道1区）
- 長内健栄　（青森2区）
- 楠美省吾　（青森2区）
- 池田正之輔（山形2区）
- 加藤宗平　（福島1区）
- 小篠雄二郎（茨城3区）
- 菅又薫　　（栃木1区）
- 本多市郎　（東京4区）
- 山田竹治　（東京4区）
- 本領信治郎（東京5区）

- 花村四郎　（東京5区）
- 赤尾敏　　（東京6区）
- 中村又七郎（新潟4区）
- 薩摩雄次　（福井全県区）
- 石榑敬一　（岐阜1区）
- 田中伊三次（京都1区）
- 高梨乙松　（大阪3区）
- 笹川良一　（大阪5区）
- 南鉄太郎　（兵庫2区）
- 佐々井一晁（兵庫5区）

- 山口喜久一郎（和歌山1区）
- 田中勝之助（島根2区）
- 逢沢寛　　（岡山1区）
- 加藤俊夫　（広島1区）
- 米田吉盛　（愛媛1区）
- 満井佐吉　（福岡2区）
- 楢橋渡　　（福岡3区）
- 松岡平市　（佐賀2区）
- 桃原茂太　（沖縄全県区）
- 湧上聾人　（沖縄全県区）

### 返り咲き・復帰
計20名
翼賛政治体制協議会推薦
12名
- 南条徳男　（北海道4区）
- 奥野小四郎（北海道5区）
- 赤城宗徳　（茨城3区）
- 野田武夫　（神奈川2区）
- 橋本祐幸　（東京1区）

- 坂本一角　（東京7区）
- 木下信　　（長野3区）
- 今井嘉幸　（兵庫1区）
- 片山一男　（岡山1区）
- 谷原公　　（徳島1区）

- 小野義一　（高知2区）
- 沖蔵　　　（福岡3区）

非推薦
8名
- 大神田軍治（東京1区）
- 勝又春一　（静岡2区）
- 山崎常吉　（愛知1区）
- 古河和一郎（兵庫4区）
- 斎藤隆夫　（兵庫5区）

- 田中貢　　（広島2区）
- 三木武吉　（香川1区）
- 中野正剛　（福岡1区）

### 引退・不出馬
計62名
無所属
62名
- 板谷順助　（北海道1区）
- 田代正治　（北海道3区）
- 木下成太郎（北海道5区）
- 松川昌藏　（岩手2区）
- 熊谷直太　（山形2区）[注釈 2]
- 中崎俊秀　（茨城1区）
- 大内竹之助（茨城2区）
- 風見章　　（茨城3区）[注釈 3]
- 飯村五郎　（茨城3区）
- 岡田喜久治（栃木1区）[注釈 4]
- 木村浅七　（栃木2区）
- 金沢正雄　（群馬1区）
- 宇賀四郎　（千葉2区）
- 岡崎憲　　（神奈川1区）
- 飯田助夫　（神奈川1区）
- 野方次郎　（神奈川1区）

- 小串清一　（神奈川2区）[注釈 5]
- 堀内良平　（山梨全県区）
- 本田義成　（東京1区）
- 浅沼稲次郎（東京3区）[注釈 6]
- 阿部茂夫　（東京4区）
- 加藤勘十　（東京5区）
- 三輪寿壮　（東京5区）[注釈 7]
- 鈴木文治　（東京6区）[注釈 8]
- 松井郡治　（新潟1区）
- 熊谷五右衛門（福井全県区）[注釈 9]
- 丸山弁三郎（長野1区）
- 田中邦治　（長野1区）
- 北原阿智之助（長野3区）
- 野溝勝　　（長野3区）
- 百瀬渡　　（長野4区）
- 宮本雄一郎（静岡1区）

- 山崎釼二　（静岡2区）
- 塚本三　　（愛知1区）[注釈 10]
- 椎尾弁匡　（愛知1区）[注釈 11]
- 岡本実太郎（愛知4区）
- 服部岩吉　（滋賀全県区）[注釈 12]
- 津原武　　（京都3区）
- 板野友造　（大阪1区）[注釈 13]
- 南鼎三　　（大阪6区）
- 野田文一郎（兵庫1区）[注釈 14]
- 河合義一　（兵庫3区）
- 八木逸郎　（奈良全県区）[注釈 15]
- 黒田寿男　（岡山1区）
- 玉野知義　（岡山1区）
- 藤田若水　（広島1区）
- 国光五郎　（山口2区）
- 大本貞太郎（愛媛1区）

- 松田喜三郎（愛媛1区）
- 小野寅吉　（愛媛2区）
- 村上紋四郎（愛媛3区）
- 亀井貫一郎（福岡2区）
- 野田俊作　（福岡3区）
- 増永元也　（福岡3区）
- 安達謙蔵　（熊本1区）[注釈 16]
- 坂田道男　（熊本2区）
- 小野廉　　（大分1区）
- 重松重治　（大分2区）
- 清瀬規矩雄（大分2区）
- 鈴木憲太郎（宮崎全県区）
- 陣軍吉　　（宮崎全県区）
- 岩元栄次郎（鹿児島2区）

### 落選
計119名
翼賛政治体制協議会推薦
35名
- 工藤十三雄（青森2区）
- 小野謙一　（青森2区）
- 北村文衛　（宮城1区）
- 中田儀直　（秋田1区）
- 釘本衛雄　（福島1区）
- 江原三郎　（栃木1区）
- 鈴木英雄　（神奈川3区）
- 原玉重　　（東京1区）
- 高橋義次　（東京1区）
- 朴春琴　　（東京4区）

- 佐藤謙之輔（新潟3区）
- 武田徳三郎（新潟4区）
- 斎藤直橘　（福井全県区）
- 匹田鋭吉　（岐阜1区）
- 平野光雄　（静岡1区）
- 春名成章　（静岡2区）
- 津倉亀作　（静岡3区）
- 片岡恒一　（三重1区）
- 西村金三郎（京都1区）
- 内藤正剛　（大阪3区）

- 曽和義弌　（大阪5区）
- 小林房之助（兵庫2区）
- 小畑虎之助（兵庫4区）
- 山川頼三郎（兵庫5区）
- 松尾四郎　（奈良全県区）
- 西田郁平　（和歌山1区）
- 高橋円三郎（島根1区）
- 俵孫一　　（島根2区）
- 沖島鎌三　（島根2区）
- 岡野龍一　（広島1区）

- 福田悌夫　（山口2区）
- 簡牛凡夫　（福岡1区）
- 石井徳久次（福岡2区）
- 中野邦一　（佐賀1区）
- 一ノ瀬俊民（佐賀2区）

非推薦
84名
- 赤松克麿　（北海道4区）
- 松尾孝之　（北海道4区）
- 工藤鉄男　（青森1区）
- 菊池良一　（青森2区）
- 志賀和多利（岩手2区）
- 大石倫治　（宮城2区）
- 土田荘助　（秋田2区）
- 粟山博　　（福島1区）
- 中野寅吉　（福島2区）
- 林平馬　　（福島2区）
- 坪山徳弥　（栃木1区）
- 小平重吉　（栃木2区）
- 須永好　　（群馬1区）
- 木檜三四郎（群馬2区）
- 高橋泰雄　（埼玉1区）
- 松永義雄　（埼玉1区）
- 古島義英　（埼玉3区）

- 野中徹也　（埼玉3区）
- 土屋清三郎（千葉3区）
- 池田清秋　（千葉3区）
- 片山哲　　（神奈川2区）
- 笠井重治　（山梨全県区）
- 田川大吉郎（東京3区）
- 広川弘禅　（東京5区）
- 中村高一　（東京7区）
- 松木弘　　（新潟1区）
- 野村嘉六　（富山1区）
- 石坂豊一　（富山1区）
- 長谷長次　（石川1区）
- 池田七郎兵衛（福井全県区）
- 植原悦二郎（長野4区）
- 田中耕　　（長野4区）
- 大野伴睦　（岐阜1区）
- 木村作次郎（岐阜2区）

- 加藤鐐造　（岐阜3区）
- 塩川正蔵　（静岡2区）
- 倉元要一　（静岡3区）
- 服部崎市　（愛知1区）
- 服部英明　（愛知2区）
- 内藤守正　（愛知3区）
- 渡辺玉三郎（愛知3区）
- 杉浦武雄　（愛知5区）
- 田中養達　（滋賀全県区）
- 森幸太郎　（滋賀全県区）
- 福田関次郎（京都1区）
- 井上良次　（大阪2区）
- 塚本重蔵　（大阪3区）
- 中山福蔵　（大阪4区）
- 本田弥市郎（大阪4区）
- 田中萬逸　（大阪5区）
- 永江一夫　（兵庫1区）

- 立川平　　（兵庫2区）
- 米窪満亮　（兵庫2区）
- 若宮貞夫　（兵庫5区）
- 北浦圭太郎（奈良全県区）
- 世耕弘一　（和歌山2区）
- 田渕豊吉　（和歌山2区）
- 稲田直道　（鳥取全県区）
- 行吉角治　（岡山1区）
- 名川侃市　（広島1区）
- 青木作雄　（山口1区）
- 中野治介　（山口2区）
- 生田和平　（徳島1区）
- 真鍋勝　　（徳島2区）
- 宮脇長吉　（香川1区）
- 長野長広　（高知1区）
- 浅井茂猪　（高知1区）
- 林譲治　　（高知2区）

- 佐竹晴記　（高知2区）
- 原口初太郎（福岡1区）
- 田原春次　（福岡4区）
- 末松偕一郎（福岡4区）
- 小池四郎　（福岡4区）
- 西岡竹次郎（長崎1区）
- 太田理一　（長崎1区）
- 本田英作　（長崎1区）
- 牧山耕蔵　（長崎2区）
- 小見山七十五郎（熊本2区）
- 長野綱良　（大分1区）
- 伊東岩男　（宮崎全県区）
- 井上知治　（鹿児島1区）
- 冨吉榮二　（鹿児島2区）
- 崎山嗣朝　（沖縄全県区）
- 小田栄　　（沖縄全県区）

#### 翼賛政治体制協議会推薦で立候補したが落選した候補者
※前職は#落選節に記載。
計50名
元職
6名
- 三上英雄　（東京5区）
- 水島彦一郎（京都3区）
- 八木幸吉　（兵庫3区）
- 米田規矩馬（広島3区）
- 藤田包助　（山口1区）
- 木村義雄　（福岡3区）

新人
44名
- 小谷義雄　（北海道1区）
- 柏岡清勝　（北海道2区）
- 村田要助　（北海道4区）
- 藤肥良治　（秋田2区）
- 設楽規矩三郎（山形1区）
- 小野寺棣三郎（山形2区）
- 小野晋平　（福島3区）
- 堀口貫道　（茨城2区）
- 後藤圀彦　（千葉1区）
- 野村恵一郎（千葉1区）

- 伊藤博愛　（千葉3区）
- 白須規矩治（山梨全県区）
- 藤田茂一郎（東京2区）
- 大久保源之丞（東京3区）
- 小椋善男　（東京4区）
- 町田辰次郎（東京4区）
- 津久井龍雄（東京5区）
- 浜野清吾　（東京6区）
- 天野頼義　（東京6区）
- 相沢成治　（新潟2区）

- 赤間徳寿　（富山1区）
- 河村市之衛（岐阜2区）
- 山本清之助（岐阜2区）
- 奥村鉄三　（愛知1区）
- 塚原嘉一　（愛知2区）
- 川村尚武　（三重1区）
- 南岩男　　（三重2区）
- 坪田光蔵　（京都1区）
- 北尾半兵衛（京都2区）
- 江崎利一　（大阪4区）

- 鹿島守之助（兵庫4区）
- 坊秀男　　（和歌山1区）
- 粕山八郎治（岡山1区）
- 池田弘　　（岡山1区）
- 守屋序平　（岡山2区）
- 薬師寺主計（岡山2区）
- 竹尾三郎平（広島2区）
- 平原重幸　（広島2区）
- 三木熊二　（徳島2区）
- 鈴木義伸　（香川1区）

- 安達賢　　（香川2区）
- 堀本宜実　（愛媛1区）
- 仲宗根玄愷（沖縄全県区）
- 真栄城守行（沖縄全県区）

#### 旧党派別当選者
- 所属党派は1940年（昭和15年）6月24日現在[注釈 17]。

立憲民政党
102名
- 山本厚三　（北海道1区）
- 沢田利吉　（北海道1区）
- 松浦周太郎（北海道2区）
- 坂東幸太郎（北海道2区）
- 大島寅吉　（北海道3区）
- 手代木隆吉（北海道4区）
- 深沢吉平　（北海道4区）
- 南雲正朔　（北海道5区）
- 森田重次郎（青森1区）
- 高橋寿太郎（岩手1区）
- 鶴見祐輔　（岩手2区）
- 内ヶ崎作三郎（宮城1区）
- 村松久義　（宮城2区）
- 小山倉之助（宮城2区）
- 町田忠治　（秋田1区）
- 信太儀右衛門（秋田1区）
- 中川重春　（秋田1区）
- 伊藤五郎　（山形2区）
- 仲西三良　（福島2区）
- 山田六郎　（福島3区）
- 豊田豊吉　（茨城1区）

- 渡邉健　　（茨城1区）
- 中井川浩　（茨城2区）
- 山本粂吉　（茨城3区）
- 高田耘平　（栃木1区）
- 森下國雄　（栃木2区）
- 清水留三郎（群馬1区）
- 最上政三　（群馬2区）
- 松永東　　（埼玉1区）
- 高橋守平　（埼玉2区）
- 多田満長　（千葉1区）
- 成島勇　　（千葉1区）
- 篠原陸朗　（千葉1区）
- 小泉又次郎（神奈川2区）
- 平川松太郎（神奈川3区）
- 中島弥団次（東京2区）
- 長野高一　（東京2区）
- 駒井重次　（東京2区）
- 真鍋儀十　（東京4区）
- 中村梅吉　（東京6区）
- 山田清　　（東京6区）
- 八並武治　（東京7区）

- 北昤吉　　（新潟1区）
- 小柳牧衛　（新潟2区）
- 今成留之助（新潟3区）
- 増田義一　（新潟4区）
- 松村謙三　（富山2区）
- 卯尾田毅太郎（富山2区）
- 永井柳太郎（石川1区）
- 桜井兵五郎（石川2区）
- 喜多壯一郎（石川2区）
- 添田敬一郎（福井全県区）
- 松本忠雄　（長野1区）
- 小山邦太郎（長野2区）
- 清寛　　　（岐阜1区）
- 伊藤東一郎（岐阜2区）
- 古屋慶隆　（岐阜3区）
- 山田順策　（静岡1区）
- 坂下仙一郎（静岡3区）
- 小山松寿　（愛知1区）
- 加藤鯛一　（愛知3区）
- 大野一造　（愛知4区）
- 川崎克　　（三重1区）

- 松田正一　（三重1区）
- 長井源　　（三重2区）
- 堤康次郎　（滋賀全県区）
- 中村三之丞（京都1区）
- 池本甚四郎（京都2区）
- 川崎末五郎（京都2区）
- 村上国吉　（京都3区）
- 一松定吉　（大阪1区）
- 紫安新九郎（大阪2区）
- 吉川吉郎兵衛（大阪4区）
- 勝田永吉　（大阪5区）
- 松田竹千代（大阪6区）
- 浜野徹太郎（兵庫1区）
- 前田房之助（兵庫2区）
- 田中武雄　（兵庫4区）
- 小山谷蔵　（和歌山2区）
- 三好英之　（鳥取全県区）
- 櫻内幸雄　（島根1区）
- 原夫次郎　（島根1区）
- 小川郷太郎（岡山2区）
- 古田喜三太（広島1区）

- 木原七郎　（広島2区）
- 土屋寛　　（広島3区）
- 作田高太郎（広島3区）
- 田村秀吉　（徳島1区）
- 矢野庄太郎（香川2区）
- 武知勇記　（愛媛1区）
- 村瀬武男　（愛媛2区）
- 松尾三蔵　（福岡2区）
- 勝正憲　　（福岡4区）
- 池田秀雄　（佐賀1区）
- 愛野時一郎（佐賀2区）
- 則元卯太郎（長崎1区）
- 川副隆　　（長崎2区）
- 大麻唯男　（熊本1区）
- 一宮房治郎（大分1区）
- 小泉純也　（鹿児島1区）
- 漢那憲和　（沖縄全県区）
- 仲井間宗一（沖縄全県区）

立憲政友会（中島派）
59名
- 小笠原八十美（青森1区）
- 田子一民　（岩手1区）
- 八角三郎　（岩手1区）
- 泉国三郎　（岩手2区）
- 小山田義孝（秋田2区）
- 高橋熊次郎（山形1区）
- 西方利馬　（山形1区）
- 助川啓四郎（福島2区）
- 星一　　　（福島3区）
- 川崎巳之太郎（茨城2区）
- 佐藤洋之助（茨城3区）
- 船田中　　（栃木1区）

- 中島知久平（群馬1区）
- 青木精一　（群馬1区）
- 木暮武太夫（群馬2区）
- 篠原義政　（群馬2区）
- 宮崎一　　（埼玉1区）
- 横川重次　（埼玉2区）
- 石坂養平　（埼玉2区）
- 出井兵吉　（埼玉3区）
- 川島正次郎（千葉1区）
- 吉植庄亮　（千葉2区）
- 今井健彦　（千葉2区）
- 小高長三郎（千葉3区）

- 田邊七六　（山梨全県区）
- 牧野賤男　（東京5区）
- 前田米蔵　（東京6区）
- 加藤知正　（新潟3区）
- 高見之通　（富山1区）
- 青山憲三　（石川2区）
- 羽田武嗣郎（長野2区）
- 山口忠五郎（静岡1区）
- 加藤鐐五郎（愛知1区）
- 樋口善右衛門（愛知2区）
- 小笠原三九郎（愛知4区）
- 馬岡次郎　（三重1区）

- 浜地文平　（三重2区）
- 山本芳治　（大阪2区）
- 上田孝吉　（大阪3区）
- 井阪豊光　（大阪6区）
- 小林絹治　（兵庫3区）
- 原惣兵衛　（兵庫4区）
- 福井甚三　（奈良全県区）
- 豊田収　　（鳥取全県区）
- 島田俊雄　（島根2区）
- 久山知之　（岡山1区）
- 岸田正記　（広島1区）
- 宮澤裕　　（広島3区）

- 窪井義道　（山口2区）
- 紅露昭　　（徳島1区）
- 河上哲太　（愛媛2区）
- 山崎達之輔（福岡3区）
- 鶴惣市　　（福岡3区）
- 森肇　　　（長崎2区）
- 木村正義　（熊本1区）
- 東郷実　　（鹿児島2区）
- 寺田市正　（鹿児島2区）
- 永田良吉　（鹿児島3区）
- 金井正夫　（鹿児島3区）

立憲政友会（久原派）
31名
- 東条貞　　（北海道5区）
- 庄司一郎　（宮城1区）
- 松岡俊三　（山形2区）
- 野口喜一　（神奈川2区）
- 河野一郎　（神奈川3区）
- 鳩山一郎　（東京2区）
- 安藤正純　（東京3区）
- 滝沢七郎　（東京4区）
- 津雲国利　（東京7区）
- 猪野毛利栄（福井全県区）

- 牧野良三　（岐阜3区）
- 深沢豊太郎（静岡1区）
- 大口喜六　（愛知5区）
- 田中好　　（京都2区）
- 芦田均　　（京都3区）
- 中井一夫　（兵庫1区）
- 松山常次郎（和歌山1区）
- 岡田忠彦　（岡山1区）
- 星島二郎　（岡山2区）
- 小谷節夫　（岡山2区）

- 森田福市　（広島3区）
- 西川貞一　（山口1区）
- 西村茂生　（山口2区）
- 松浦伊平　（香川2区）
- 高畠亀太郎（愛媛3区）
- 依光好秋　（高知2区）
- 田中亮一　（佐賀1区）
- 藤生安太郎（佐賀2区）
- 松野鶴平　（熊本1区）
- 三善信房　（熊本2区）

- 綾部健太郎（大分2区）

立憲政友会（統一派）
8名
- 松村光三　（栃木2区）
- 岩瀬亮　　（千葉3区）
- 田中源　　（東京6区）
- 箸本太吉　（石川1区）
- 太田正孝　（静岡3区）
- 犬養健　　（岡山2区）
- 肥田琢司　（広島2区）
- 金光庸夫　（大分1区）

社会大衆党
8名
- 菊地養之輔（宮城1区）
- 川俣清音　（秋田2区）
- 河野密　　（東京1区）
- 三宅正一　（新潟3区）
- 田万清臣　（大阪1区）
- 杉山元治郎（大阪5区）
- 河上丈太郎（兵庫1区）
- 前川正一　（香川1区）

国民同盟
7名
- 高岡大輔　（新潟2区）
- 鈴木正吾　（愛知5区）
- 清瀬一郎　（兵庫4区）
- 石坂繁　　（熊本1区）
- 蔵原敏捷　（熊本2区）
- 伊豆富人　（熊本2区）
- 伊礼肇　　（沖縄全県区）

東方会
4名
- 渡辺泰邦　（北海道3区）
- 三田村武夫（岐阜2区）
- 由谷義治　（鳥取全県区）
- 大石大　　（高知1区）

諸派
5名
- 今井新造　（山梨全県区）
- 平野力三　（山梨全県区）
- 中原謹司　（長野3区）
- 吉田賢一　（兵庫3区）
- 江藤源九郎（奈良全県区）

無所属
22名
- 北勝太郎　（北海道4区）
- 守屋栄夫　（宮城1区）
- 木村武雄　（山形1区）
- 内田信也　（茨城1区）
- 坂本宗太郎（埼玉2区）

- 小山亮　　（長野2区）
- 安藤孝三　（愛知2区）
- 尾崎行雄　（三重2区）
- 水谷長三郎（京都1区）
- 池崎忠孝　（大阪3区）

- 西尾末広　（大阪4区）
- 永山忠則　（広島3区）
- 安倍寛　　（山口1区）
- 秋田清　　（徳島2区）
- 三木武夫　（徳島2区）

- 藤本捨助　（香川1区）
- 松本治一郎（福岡1区）
- 馬場元治　（長崎1区）
- 三浦虎雄　（宮崎全県区）
- 曽木重貴　（宮崎全県区）

- 松方幸次郎（鹿児島1区）
- 津崎尚武　（鹿児島1区）